# Benjamin Mazar
Benjamin Mazar (em hebraico:  בנימין מזר; nascido Binyamin Zeev Maisler, 28 de junho de 1906 – 9 de setembro de 1995) foi um historiador e arqueólogo judeu.

## Prêmios e condecorações
- Em 1968, Mazar foi premiado com o Prêmio Israel, por estudos judaicos.[1]
- Também em 1968, ele recebeu o título de "Cidadão Honorário de Jerusalém".[2]
- Em 1986, ele recebeu o Prêmio Harvey do Instituto de tecnologia de Israel.[3]